# Volkmar Tympel
Volkmar Tympel (* 1. August 1935) ist ein ehemaliger deutscher Fußballspieler, der 1959 und 1960 für die BSG Chemie Zeitz in der DDR-Oberliga, der höchsten Spielklasse im DDR-Fußball, spielte.

## Sportliche Laufbahn
Beim zweitklassigen DDR-Ligisten, der Betriebssportgemeinschaft (BSG) Chemie Zeitz, spielte in der Saison 1954/55 der damals 19-jährige Volkmar Tympel erstmals im höherklassigen Fußball mit. Mit seinen 22 Einsätzen und vier Toren sicherte er sich sofort einen Stammplatz. Diesen verteidigte er auch in den folgenden DDR-Liga-Spielzeiten. 1958 (inzwischen Kalenderjahrspielzeit) bestritt er, hauptsächlich als rechter Verteidiger spielend, alle 26 Punktspiele und war damit wesentlich am Aufstieg der BSG Chemie in die DDR-Oberliga beteiligt. Auch in der ersten Oberligasaison der BSG Chemie wurde Tympel 1959 in allen 26 Punktspielen auf seiner Stammposition auf der rechten Abwehrseite aufgeboten. 1960 fehlte Tympel nur bei vier Oberligaspielen, musste am Saisonende aber mit den Zeitzern wieder in die DDR-Liga absteigen. 1961 wurde der DDR-Fußball wieder auf den Sommer-Frühjahrrhythmus umgestellt, sodass in der DDR-Liga 39 Spiele ausgetragen werden mussten. Verletzungsbedingt konnte Tympel nur in sechs Begegnungen eingesetzt werden. In der Saison 1962/63 war er wieder voll dabei, kam in den 26 Punktspielen 22-mal zum Einsatz und war mit seinen vier Treffern nach vier Jahren auch wieder als Torschütze erfolgreich. Als Zweitligist erreichte Chemie Zeitz 1963 überraschend das Endspiel um den DDR-Fußballpokal. Dort unterlag die Mannschaft mit Tympel als Rechtsaußenstürmer Motor Zwickau mit 0:3. Die DDR-Liga-Saison 1963/64 war Tympels letzte Spielzeit im höherklassigen Fußball. Es wurden diesmal 30 Punktspiele ausgetragen, bei denen Tympel noch einmal in 24 Partien eingesetzt wurde und die letzten beiden Tore seiner Laufbahn als Erst- und Zweitligaspieler erzielte. Am Ende dieser Karriere standen für ihn 48 Oberligaspiele (ohne Tor) und 146 DDR-Liga-Spiele (17 Tore) zu Buche.